# 이인행
이인행(李仁行, 1991년 6월 30일 ~ )은 전 KBO 리그 KIA 타이거즈의 외야수, 내야수이자, 현 KBO 리그 NC 다이노스의 스카우트이다.

## 선수 시절

### KIA 타이거즈시절
2010년에 입단하였다.

### 경찰 야구단시절
2011년 시즌 후에 입단하였다.

### KIA 타이거즈복귀
2014년에 복귀하였다. 2015년 4월 30일 한화 이글스와의 경기에서 데뷔 첫 경기를 치렀고, 경기에서 1타수 무안타를 기록했다. 주로 유격수나 1루수로 활동다가 2018년에 외야수로 전향했다.

## 야구선수 은퇴 후
2020년부터 2021년까지 KIA 타이거즈 1군 전력 분석 업무를 담당했고, 2022년부터 2023년까지는 KIA 타이거즈 스카우트로 근무했습니다. 현재는 2023년 11월부터 NC 다이노스 스카우트로 재직 중입니다.

## 출신 학교
- 서울도곡초등학교
- 영동중학교
- 덕수고등학교

## 통산 기록
| 연도 | 팀명  | 타율  | 경기 | 타수 | 득점 | 안타 | 2루타 | 3루타 | 홈런 | 루타 | 타점 | 도루 | 도실 | 볼넷 | 사구 | 삼진 | 병살 | 실책 |
| ---- | ----- | ----- | ---- | ---- | ---- | ---- | ----- | ----- | ---- | ---- | ---- | ---- | ---- | ---- | ---- | ---- | ---- | ---- |
| 2015 | KIA   | 0.200 | 20   | 30   | 0    | 6    | 0     | 0     | 0    | 6    | 0    | 0    | 0    | 2    | 0    | 9    | 0    | 2    |
| 2017 | KIA   | 0.000 | 3    | 3    | 0    | 0    | 0     | 0     | 0    | 0    | 0    | 0    | 0    | 0    | 0    | 1    | 0    | 0    |
| 2018 | KIA   | 0.000 | 4    | 1    | 1    | 0    | 0     | 0     | 0    | 0    | 0    | 0    | 0    | 0    | 0    | 0    | 0    | 0    |
| 2019 | KIA   | 0.188 | 9    | 16   | 1    | 3    | 1     | 0     | 0    | 4    | 2    | 0    | 0    | 2    | 1    | 6    | 1    | 0    |
| 통산 | 4시즌 | 0.180 | 36   | 50   | 2    | 9    | 1     | 0     | 0    | 10   | 2    | 0    | 0    | 4    | 1    | 16   | 1    | 2    |